# Prokop Vojtěch Czernin z Chudenic
Prokop Vojtěch Czernin z Chudenic, také Černín z Chudenic (23. února 1726 Praha – 30. ledna 1777 Praha), celým jménem Prokop Vojtěch (Adalbert) František de Paula Josef Jáchym Gabriel Baltazar Jan Nepomuk Václav Leonard Felix Karel Boromej Ignác Oto hrabě Czernin z Chudenic byl český šlechtic z nedrahovické větve rodu Černínů z Chudenic. Hrabě byl třetím nejbohatším šlechticem v Čechách. Za jeho vladaření vyhořel zámek v Jindřichově Hradci. Nechal přestavět zámek Jemčina.

## Původ a život
Narodil se v Černínském paláci jako syn Františka Josefa Czernina (1697–1733), nejvyššího dvorského sudího a tajného rady, a jeho manželky Marie Isabely z Merode-Westerloo (1703–1780). Přestože byl Prokop Vojtěch až druhorozený syn, převzal nakonec po otci rodové dominium, protože jeho starší bratr Václav Jan (1724–1733) zemřel mlád.

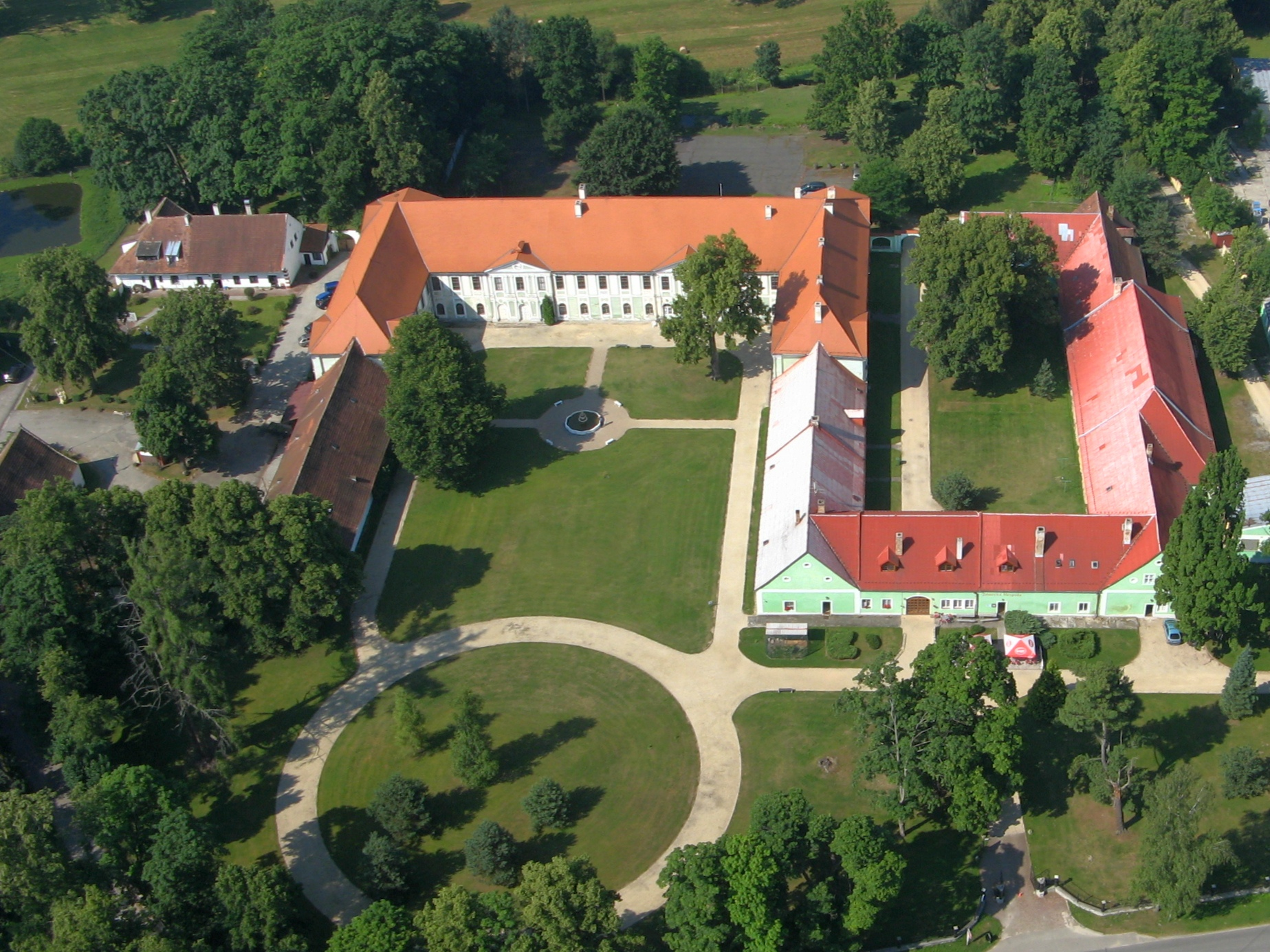
Letecký pohled na zámek Jemčina

V letech 1743–1744 studoval práva na Karlově univerzitě. Mezi říjnem 1744 a lednem 1746 podnikl kavalírskou cestu do německých zemí, obojího Nizozemí a Anglie. V jejím průběhu studoval necelého půl roku v nizozemském Leidenu (prosinec 1744 – červen 1745). Mluvil plynně francouzsky.
Patřil k mecenášům umění a kultury, především divadla. Ve 40. letech 18. století zřídit zámecké divadlo v Jindřichově Hradci. Divadelní představení se pořádala i na Jemčině. Byl jedním z patronů pražského divadla V Kotcích, ve kterém se od 1771 konala i česká představení. Udržoval přátelské vztahy a korespondenci s jeho impresáriem Johannem Josephem Brunianem, jehož společnost německých herců působila v Kotcích v podnájmu od roku 1768.  V 70. letech 18. století se stal ředitelem (intendantem) tohoto divadla.
Na rozdíl od otce nezastával žádné vysoké zemské úřady. Sdílel ovšem otcovu zálibu v lovu. Měl také hudební zájmy. 
Prokop Vojtěch trpěl dnou, zemřel ve věku padesáti let a byl 2. února 1777 pochován jako jeho otec a bratr Václav v kapli sv. Zikmunda katedrály sv. Víta na Pražském hradě.

## Rodina
Dne 28. června 1746 se ve Vídni oženil s Gundakarou Marií Antonií z Colloreda (21. 4. 1728 – 2. 10. 1757 Petrohrad), dcerou říšského vicekancléře Rudolfa Josefa hraběte z Colloreda (1706–1788) a jeho manželky Marie Isabely ze Starhembergu (1707–1793). S rodinou Colloredů se seznámil v roce 1745 ve Frankfurtu nad Mohanem, kde tehdy pobýval během své kavalírské cesty, zatímco Rudolf Josef Colloredo zde vedl delegaci Českého království při jednání o volbě nového císaře. Z prvního manželství se narodilo pět potomků – čtyři dcery a budoucí dědic rodové základny, zakladatel (jindřicho)hradecké větve Černínů Jan Rudolf, po jehož narození hrabě ovdověl. Manželka byla pohřbena 5. října 1757 v Černínské kapli svatovítské katedrály.
O dva roky později 26. července 1759 ve farním kostele v Dolní Lukavici uzavřel druhý sňatek s Marií Terezou Rajskou z Dubnic (17. 5. 1736 Syrakusy – 5. 2. 1780 Praha), dcerou Františka Václava svobodného pána Rajského z Dubnic († 1741 v bitvě u Hlohova), generála polního strážmistra rakouské armády, který byl teprve v roce 1723 povýšen do panského stavu, a jeho manželky Marie Aloisie (Ludoviky) Lažanské z Bukové (1705–1778). Druhá manželka mu porodila dalších jedenáct dětí – pět synů a šest dcer. Syn Wolfgang Maria z tohoto manželství založil vinořskou větev rodu. Celkem měl tedy šestnáct dětí:
- 1. Marie Gabriela (25. 5. 1747 Praha[17] – 31. 7. 1807 Vídeň)
  - 1. ∞ (28. 10. 1766 Jemčina[18]) Josef Václav z Trauttmansdorffu (20. 7. 1739 – 4. 12. 1769)
  - 2. ∞ (22. 9. 1772) Jindřich František z Rottenhanu (3. 9. 1738 – 14. 2. 1809), nejvyšší purkrabí
- 2. Marie Josefa (21. 12. 1748 Praha[17] – 9. 7. 1811)
  - ∞ (12. 5. 1777 Schönbrunn[19]) Alois z Ugarte (15. 12. 1749 – 18. 11. 1817 Štýrský Hradec), moravský zemský hejtman a poté nejvyšší kancléř
- 3. Marie Antonie (30. 3. 1750 Vídeň[17] – 25. 4. 1801 Vídeň)
  - ∞ (4. 5. 1772 Praha)[19] Jan Nepomuk z Lützowu (4. 8. 1742 Doupov – 7. 2. 1822 Salcburk), prezident dvorské válečné rady salcburského knížete-arcibiskupa
- 4. Marie Isabella (20. 10. 1756 Vídeň[17] – 16. 6. 1763)
- 5. Jan Rudolf (9. 6. 1757 Vídeň[17] – 23. 4. 1845 Vídeň), zakladatel jindřichohradecké větve
  - ∞ (22. 10. 1781 Vídeň) Marie Terezie Josefa z Schönborn-Heussenstammu (7. 6. 1758 Vídeň – 23. 2. 1838 Vídeň)
- 6. Marie Terezie (14. 5. 1761 – po 1784)
  - ∞ (1784) Karel z Overichies
- 7. František de Paula Josef (25. 10. 1763 – 9. 9. 1794)
- 8. Walpurga (9. 2. 1765 – mladá asi 1765)
- 9. Wolfgang Maria (2. 2. 1766 – 21. 12. 1813), zakladatel vinořské větve
  - ∞ (7. 10. 1795) Marie Antonie ze Salm-Neuburgu (16. 4. 1776 – 31. 3. 1840)
- 10. Aloisie Johana Gabriela (24. 3. 1767 – mladá asi 1768)
- 11. Jan Prokop Kamil (2. 3. 1768 – 10. 5. 1771)
- 12. Petr Vojtěch Jan Nepomuk (17. 2. 1769 – 1796, na zranění v bitvě u Lipska)
- 13. Marie Anna (13. 3. 1770 – † mladá)
- 14. Marie Karolína Ludmila (15. 4. 1772 – 16. 12. 1842)
  - ∞ (17. 7. 1797) Karel Thyfibiart na Königsbracku (15. 9. 1763 – 3. 3. 1850)
- 15. Prokop Jan (15. 3. 1773 – † mlád)
- 16. Marie Františka (9. 3. 1775 – duben 1847), jeptiška v Praze

## Majetek

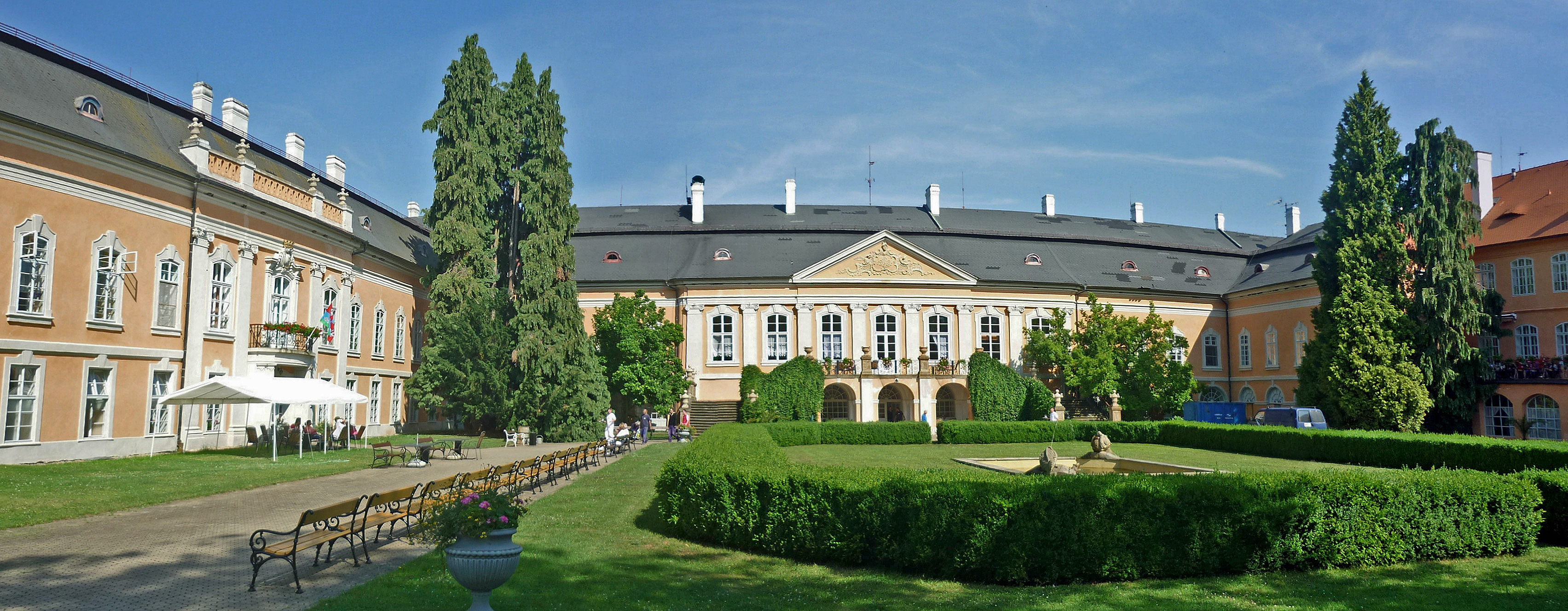
Zámek Petrohrad

Prokop Vojtěch ztratil otce už ve svých sedmi letech. Majetek zdědil velmi zadlužený. Do jeho plnoletosti byla jeho poručnicí matka Marie Isabella, která se zaručila věřitelům za výplatu ročního úroku 6 %. Přesto musela být některá panství prodána. V březnu 1746 převzal správu rodových statků. Součástí fideikomisu bylo pět velkých panství – Jindřichův Hradec, Chudenice, Petrohrad, Krásný Dvůr a Šmidberk (Schmiedeberg, dnes Kowary) ve Slezsku. Dále vlastnil Černínský palác v Praze, ve kterém navzdory špatné finanční situaci obnovil zbrojnici, a rozsáhlou obrazovou galerii. Po svém strýci a zároveň nevlastním otci Františku Antonínu Czerninovi (1710–1739) zdědil panství Vinoř a Mělník s Hořínem.[zdroj?] Na začátku 40. let 18. století byl podle ročního příjmu z dominikálu třetím nejbohatším šlechticem v Čechách. Roční příjmy z patrimonia vynášely přes 100 000 zlatých.
| Hodnota majetku v polovině 40. let 18. století                                                               | Hodnota majetku v polovině 40. let 18. století | Hodnota majetku v polovině 40. let 18. století                                          |
| Panství / zboží                                                                                              | Hodnota                                        | Poznámky                                                                                |
| --- | ---------------------------------------------- | --------------------------------------------------------------------------------------- |
| Fideikomis (1 429 000 zl.)                                                                                   |                                                |                                                                                         |
| Chocomyšl | 169 000 zl.                                    | Plzeňský kraj                                                                           |
| Chudenice | 45 900 zl.                                     | Plzeňský kraj                                                                           |
| Švihov | 129 500 zl.                                    | Plzeňský kraj                                                                           |
| Jindřichův Hradec                                                                                            | 463 400 zl.                                    | Bechyňský kraj                                                                          |
| Krásný Dvůr                                                                                                  | 76 500 zl.                                     | Žatecký kraj                                                                            |
| Sedčice | 47 800 zl.                                     | Žatecký kraj                                                                            |
| Milčeves | 38 200 zl.                                     | Žatecký kraj                                                                            |
| Petrohrad | 140 500 zl.                                    | Žatecký kraj                                                                            |
| Schmiedeberg (Kowary)                                                                                        | 216 600 zl.                                    | Slezsko (dnes v Polsku). Panství bylo v září 1747 prodáno pruskému králi za 216 630 zl. |
| Černínský palác                                                                                              | 100 000 zl.                                    | Praha-Hradčany                                                                          |
| Alodiální statky (přes 728 000 zl.)                                                                          |                                                |                                                                                         |
| Kbely |                                                |                                                                                         |
| Satalice |                                                |                                                                                         |
| Vinoř |                                                |                                                                                         |
| a další |                                                |                                                                                         |
| Celkem |                                                |                                                                                         |
| téměř 2 238 000 zl. (včetně mobilií, knihovny, obrazů a kapitálových aktiv), avšak dluhy ve výši 652 000 zl. |                                                |                                                                                         |

Jeho sestřenice a zároveň nevlastní sestra Marie Ludmila Josefa Czerninová z Chudenic (1738–1790), dcera Františka Antonína Czernina se v roce 1753 vdala za Augusta Antonína Josefa z Lobkowicz (1729–1803). Jako věno získala panství Mělník, Byšice, Čečelice se zámkem Mělník a Hořín. Jednalo se o více než čtvrtinu černínského majetku. Po její smrti věno přešlo na lobkovickou sekundogenituru.
Za sedmileté války (1756–1763) poskytl jindřichohradecký zámek rakouské armádě, která v něm zřídila polní špitál a využívala ho několik let. Dne 13. června 1773 se v Jindřichově Hradci rychle rozšířil požár, kterému neunikl ani jindřichohradecký zámek. Na zámku byla zasažena zejména střecha, tři poboční stavení a kaple sv. Ducha, dva pivovary a hořela dokonce i dřevěná hráz Vajgaru. Prokop Vojtěch tehdy však neměl na opravu sídla dost prostředků a zámek začal pustnout. Obětí velkého požáru města bylo také zámecké divadlo ve Španělském křídle, které nechal hrabě v letech 1746–1748 zbudovat. Ve městě samotném oheň zničil o 63 měšťanských domů a kostel sv. Alžběty. Znovu hořelo ještě o dva týdny později 25. června, tehdy shořelo 17 měšťanských domů.
V letech 1748–1753 nechal přestavět lovecký zámek Jemčina na Třeboňsku, jeho pozdně barokní podobu navrhl Anselmo Lurago. Jemčině často dával přednost i před reprezentativním sídlem v Jindřichově Hradci, který byl nakonec poničený požárem. I na tomto zámku vybudoval divadlo, které se užívalo ještě při honech v 1. polovině 19. století. Podporoval rozvoj místního hřebčína, který byl založen v 17. století.
Zatímco starší syn Jan Rudolf zdědil většinu majetku, mladší syn Wolfgang Maria získal vinořské panství, které tvořilo Vinoř, Cvrčovice, Radonice, Satalice, Kbely a Miškovice.